# Lužac
Lužac es un pueblo ubicado en el municipio de Berane, en Montenegro.

## Demografía
Hasta 2011 la población era de 983 habitantes, conformada por 261 hogares y 321 viviendas.
| 371                                                              | 362 | 493 | 663 | 701 | 717 | 823 | 983 |
| (Fuente: Population statistics of Eastern Europe & former USSR.) |     |     |     |     |     |     |     |

| Etnicidad                                           | Número | Porcentaje |
| --------------------------------------------------- | ------ | ---------- |
| Serbios                                             | 590    | 71,68 %    |
| Montenegrinos                                       | 209    | 25,39 %    |
| Yugoslavos                                          | 8      | 0,97 %     |
| Macedonios                                          | 2      | 0,24 %     |
| Croatas                                             | 1      | 0,12 %     |
| Musulmanes                                          | 1      | 0,12 %     |
| Otros                                               | 12     | 1,46 %     |
| Fuente: Republic of Montenegro. Statistical Office. |        |            |